# Fortezze collinari del Rajasthan
Le fortezze collinari del Rajasthan sono una serie di insediamenti militari situati sui monti Aravalli, nel Rajasthan, India.

## Descrizione
Si tratta di un esempio di architettura Rajput, caratterizzata dallo sfruttamento delle difese naturali offerte dalla conformazione del terreno. Sei di questi forti sono stati iscritti alla lista dei patrimoni dell'umanità nel 2013: si tratta delle fortezze di Chittor, Kumbhalgarh, Ranthambore, Gagron, Amber e Jaisalmer.